# Bodenklassifikation
Eine Bodenklassifikation ist ein Schema zur Klassifikation von Böden in verschiedene Bodentypen. Die geologischen und pedogenetischen Ursachen und Prozesse, die zur Ausprägung der Merkmale geführt haben, spielen für die Klassifikation keine Rolle, sondern sind Grundlage für die Einstufung der Böden in einer Bodensystematik. Bodenklassifikation beschreibt und unterscheidet Böden bzw. fasst sie nach ihren Merkmalen zusammen. Diese Merkmale sind oft im Gelände erfassbar, zum Teil können oder müssen sie jedoch durch chemische Analysen oder unter dem Mikroskop ermittelt werden.
Während unten vor allem bodenkundliche und geologische Klassifikationen behandelt werden, gibt es auch eine geotechnische Bodenklassifizierung, bei denen die Baugrund-Eigenschaften und solche des Erdbaus im Vordergrund stehen (siehe DIN 4022). Wichtige Beiträge zur Bodenklassifikation in der Geotechnik haben Albert Atterberg, Arthur Casagrande und Karl von Terzaghi geleistet.

## Aufbau von Bodenklassifikationssystemen
Alle Klassifikationssysteme sind hierarchisch aufgebaut. Dabei können drei mögliche Ordnungsprinzipien angewandt werden:
Faktorenz. B. Klimabereich, Vegetationszone, Gestein oder Landschaftseinheit
Merkmalez. B. Horizonte, Farbe
Prozessez. B. Tonverlagerung, Podsolierung
Keine Klassifikation beruht nur auf einem dieser Ordnungsprinzipien, aber alle haben sich für ein Grundgerüst entschieden, das vorherrschend angewendet wird. Die anderen Prinzipien werden nur ergänzend genutzt.

## Gebräuchliche Bodenklassifikationen
Russland war das erste Land weltweit, das im 19. Jahrhundert eine anwendbare Klassifikation seiner Böden entwickelte. Dieser wissenschaftliche Prozess stieß in allen anderen Staaten auf reges Interesse und wurde in vielen vorerst eins zu eins übernommen. Im Lauf der Geschichte wurde die russische Klassifikation aber in nahezu jedem Land an die spezifischen Gegebenheiten angepasst und zum Teil erheblich abgewandelt. Aus dieser Startphase der Bodenklassifikation sind aber in den weltweiten Systemen überall Begriffe aus dem Russischen verblieben (z. B. Podsol, Kastanozem oder Solonetz). 
Aus dem Anpassungsprozess an die eigenen Böden sind Dutzende von Bodentaxonomien hervorgegangen, so dass nahezu jedes europäische Land über eine eigene verfügt. Auch weltweit gesehen sind zahlreiche Klassifikationssysteme entwickelt worden. Die Bodeneinteilung ist ein aktiver Prozess, der keinesfalls abgeschlossen ist. Dies zeigt sich z. B. daran, dass in der BRD seit 1949 fünf z. T. stark überarbeitete Auflagen der Bodenkundlichen Kartieranleitung herausgegeben wurden. Außerdem haben sich die Systeme der BRD und der DDR in nur 50 Jahren leicht auseinander bewegt. Teile des DDR-Systems (v. A. im Bereich der Bodensubstrate) flossen 1994 in die 4. Auflage der gesamtdeutschen Klassifikation ein.
Allgemein muss gesagt werden, dass alle Systeme mehr oder weniger große Schwachpunkte aufweisen. Keines kann bislang allen Böden weltweit zu 100 % gerecht werden. Allerdings sind die nationalen Klassifikationen meist hochspezifisch an das entsprechende Land angepasst. 
So ist die Deutsche Bodensystematik wohl für den Bereich Mitteleuropas bestens ausgelegt und kann alle hier vorkommenden Böden optimal beschreiben. Man sollte aber niemals versuchen Salzböden oder Bereiche der Tropen und Subtropen mit diesem System zu erfassen. Das Ergebnis wäre äußerst unbefriedigend, da die dort vorherrschenden Böden z. T. gar keine Erwähnung finden. Andererseits finden in Deutschland regional sehr bedeutende Böden wie die Marschböden oder die Plaggenesche in der internationalen Klassifikation (WRB) keine eigene Erwähnung.
Die österreichische Systematik orientiert sich stark an der deutschen, hat aber bedeutende Eigenheiten entwickelt. Auf Grund der Alpenlage werden v. A. Gebirgsböden von ihr sehr viel besser und genauer abgehandelt, als es die deutsche ermöglicht.
Die russische Systematik ist faktororientiert und zwar v. A. an Klimazonen. Dies ist sinnvoll, da in den weiten des russischen Territoriums nahezu alle Klimazonen vorkommen und Böden oft an diese gebunden sind. Für Deutschland wäre diese Klassifikation dagegen unsinnig, da die gesamte Landesfläche in nur einer Klimazone liegt.

### Deutsche Bodensystematik
Im nationalen Gebrauch in Deutschland wird die Deutsche Bodensystematik angewendet, wie sie etwa in der Bodenkundlichen Kartieranleitung Anwendung findet. Die Orientierung ist aus den drei oben genannten Möglichkeiten kombiniert, wobei die durchlaufenen Prozesse besonders stark mit einbezogen werden. Dieses Prinzip macht sie relativ anspruchsvoll, da Bodenzuordnungen ein relativ fundiertes Wissen über die Prozesse voraussetzen. Allerdings ist die Einteilung (auch im weltweiten Vergleich) relativ genau.

### USDA Soil Taxonomy
Von den USA wurde nach dem Zweiten Weltkrieg eine Bodenklassifikation entwickelt, die ab den 1970er Jahren v.A. im englischen Sprachraum verbreitet Anwendung fand. Diese USDA Soil Taxonomy ist stark an Merkmalen (z. B. Horizonte, Farbe) orientiert, und im Grundsatz auch für Laien einfach anwendbar. In ihrer ganzen Tiefe ist sie jedoch kompliziert. In Deutschland wird sie im Grunde nicht verwendet. Sie hat sich trotz intensiver Bemühungen der USA weltweit nicht gegen die World Reference Base (WRB) durchgesetzt.

### World Reference Base for Soil Resources (WRB)
International gültig ist die Klassifikation der World Reference Base for Soil Resources (WRB), die aus der FAO-Bodenklassifikation hervorgegangen ist. Die WRB berücksichtigt einige Prozesse der Bodenbildung (Pedogenese) und hat dabei auch Teile aus der Deutschen Bodensystematik übernommen. Sie wird in Deutschland an vielen Hochschulen neben der national gebräuchlichen gelehrt und wird zumindest in internationalen Artikeln verwendet. In deutscher Literatur finden sich teilweise parallel zu den deutschen Bezeichnungen die WRB-Bezeichnungen. Problematisch ist der z. T. hohe Aufwand für eine Einordnung von Böden, da einige davon nur mit Laborwerten wie der Korngrößenzusammensetzung oder der potentiellen Kationenaustauschkapazität genau bestimmt werden können.

### Klassifikation der Böden der Schweiz
Die Bodenkundliche Gesellschaft der Schweiz gibt die Klassifikation der Böden der Schweiz heraus, die gegenwärtig in der dritten Auflage aus dem Jahr 2010 vorliegt. Böden werden darin nach vier hierarchischen Stufen klassifiziert. Auf Stufe I werden Böden nach ihrem Wasserhaushalt einer von 8 Klassen von perkolierten Böden bis periodisch überschwemmten Böden zugewiesen. Stufe II, die Ordnung, teilt sie nach den Hauptbestandteilen ihres Bodengerüsts in Klassen ein, die wiederum auf Stufe III nach kennzeichnenden chemischen und mineralogischen Komponenten in Verbände unterteilt werden. Bodentypen werden schließlich auf Stufe IV bestimmt. Als Kriterium dienen zehn Perkolate der ins Bodenwasser eintretenden gelösten oder dispergierten Substanz. Dazu gehören etwa Aluminiumionen, Alkalisalze, Kieselsäuren und Huminstoffe.